# Tavastia australis
Tavastia australis är en tvåvingeart som beskrevs av Tuiskunen 1985. Tavastia australis ingår i släktet Tavastia och familjen fjädermyggor.
Artens utbredningsområde är Finland. Arten har ej påträffats i Sverige. Inga underarter finns listade i Catalogue of Life.